# Luisenthaler Wasserfall

Der Wasserfall. Aquarellierte Zeichnung von Georg Melchior Kraus, um 1790–1794

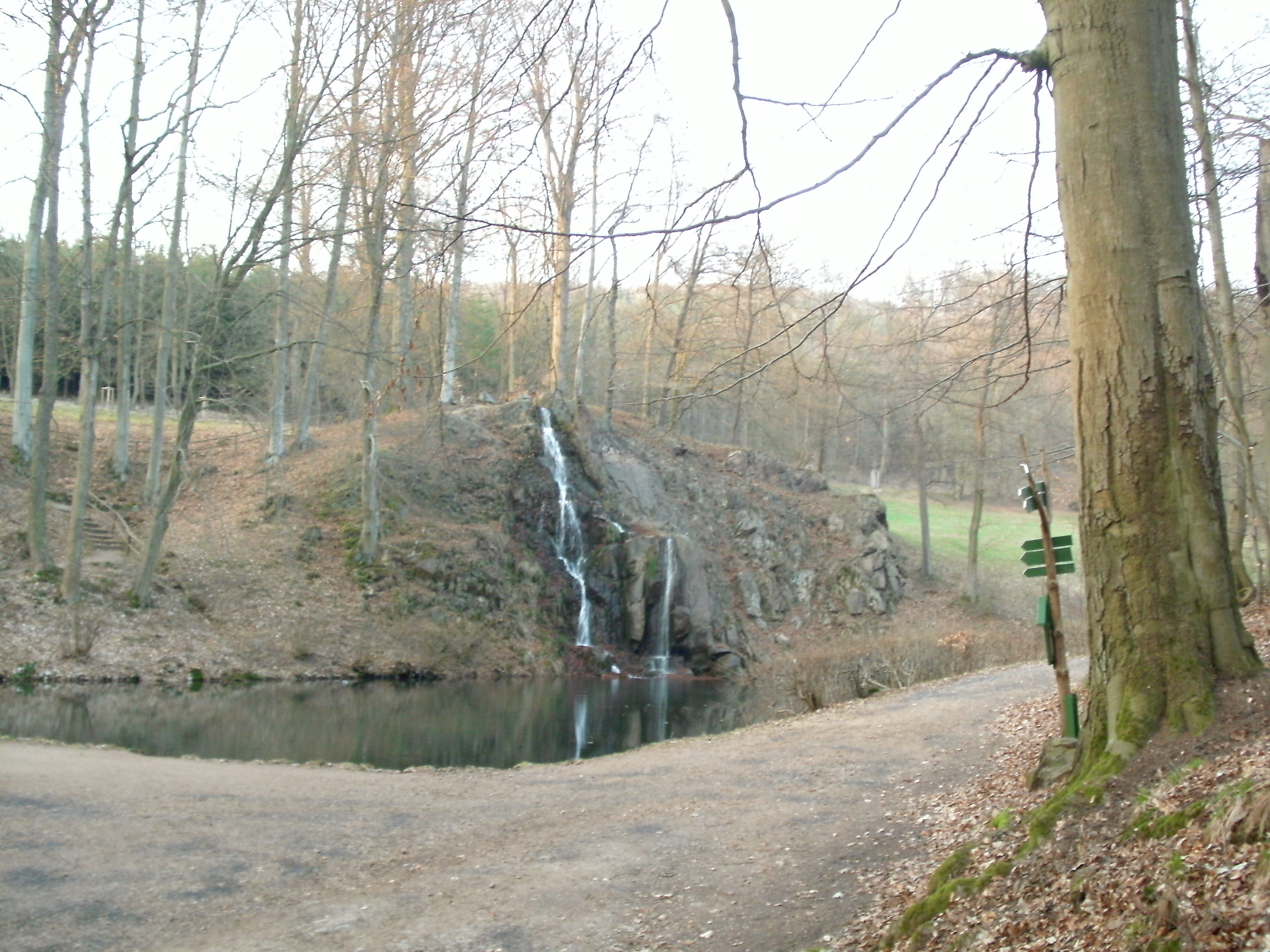
Gesamtansicht mit Teich und Wasserfall

Der Luisenthaler Wasserfall (es kommen beide Schreibweisen – mit und ohne „h“ – gleichberechtigt vor) ist ein künstlicher Wasserfall in Thüringen (Deutschland).
Die auf Initiative des Sachsen-Meininger Herzogs Georg I. geschaffene Parkanlage um Schloss Altenstein im heutigen Wartburgkreis sollte durch die Anlage eines Wasserfalls um eine Sehenswürdigkeit bereichert werden, die dem vorherrschenden romantischen Zeitgeschmack des 19. Jahrhunderts entsprechen sollte. Mit dem Bau betraute Bergleute nutzten einen im Luisenthaler Grund vorhandenen Quellbach (Luisenbach) und fügten in dessen Oberlauf einen Sammelteich ein, der für die Wasserversorgung des Wasserfalls als Reservoir dienen sollte. Der Wasserfall selbst befindet sich im unteren Teil des Talgrundes und wurde über einen unauffälligen Wassergraben mit dem Reservoir verbunden. Das abfließende Wasser wurde gleich unterhalb in einem Karpfenteich aufgefangen und über den natürlichen Bachlauf zur Schweina abgeleitet.
Der Wasserfall war besonders an heißen Sommertagen ein beliebtes Ausflugsziel der Hofgesellschaft, die mit der herzoglichen Familie in der Sommerresidenz Altenstein weilte.